# 薄姫
薄姫（はくき、? - 景帝前2年4月25日（前155年6月9日））は、中国の秦末から前漢前期にかけての人物。高祖劉邦の側室で、文帝の生母である。薄は姓で、諱は伝わっておらず、単に薄氏あるいは薄太后（はくたいごう）と呼ばれることが多い。会稽郡呉県の人。

## 生涯
薄氏の母の魏氏は、魏の王族の生まれだったが、魏の滅亡後に呉県出身の薄某（名は不詳）と関係を持ち、娘の薄氏が生まれた。父の薄氏は山陰で死亡したと伝えられ、文帝が即位した後は霊文侯に追封された。
成人後、西魏王魏豹の後宮に側室として迎えられるが、この時彼女の人相を占った許負は彼女を見て「あなた様は天子をお生みなさるでしょう」と言ったと伝わる。
項羽方に寝返った魏豹が劉邦に敗れて捕らえられると、薄氏は劉邦の後宮に側室として迎えられることとなった。薄氏は同僚となった側室の女官たちに「誰が寵愛を受けることになってもお互いを忘れずにいましょう」と言い合っていたが、自身が劉邦から寵愛されることはなく、もっぱら機織などの雑用に従事し、周囲の笑い者となった。それを知った劉邦は不憫に思い、彼女を自身の寝所に召し入れた。そののち薄氏は妊娠し、高祖4年（前203年）に劉恒（後の文帝）を産むが、以後も薄氏が劉邦の寵愛を得ることは少なかった。
劉恒が代王に封じられると、自身も代王太后として、弟の薄昭・代国の丞相として高祖から附けられた傅寛らとともに任国に赴いた。そのため、高祖の没後に実権を握った呂后による、高祖の側室や彼女らの産んだ皇子たちへの迫害にも巻き込れずに済んだ。
高后8年（前180年）、呂氏一族が陳平・周勃・劉章らのクーデターにより皆殺しにされ（呂氏の乱）、代王劉恒が皇帝に迎えられると、薄氏も皇太后として長安に迎えられる。
文帝4年（前176年）、地方へ赴任させられた周勃に謀反の兆しがあるとの伝えが届き、文帝は周勃を牢に入れた。その話を聞いた薄太后は文帝を呼びつけ、文帝に対して頭巾を投げつけ「周勃将軍は呂氏を打倒する際に皇帝の璽を預かり、北軍を統率していながら反乱しなかったのに、どうして小県にいるだけの今になって謀反を起こしましょうか？」と叱りつけた。その後、周勃は牢から出され、復職した。また文帝13年（前167年）、文帝自ら指揮して匈奴を討つと言いだし、家臣が諫めても聞かなかったが、薄太后が諫めると撤回している。文帝自ら薄太后の毒味役を務めたとも伝えられ、類を見ない親孝行の皇帝であると、『二十四孝』に記されることとなった。
皇太后となって以後も薄氏は、呂后のように権力をみだりに振るうことなく、周囲の尊敬を一身に集めた。薄昭が勅使を殺害した責任を問われ自殺させられたことと、文帝に先立たれたことを除けば平穏無事に過ごし、景帝前2年（前155年）4月に生涯を閉じた。
後漢が成立した後、光武帝は呂后から皇后の位と高皇后の諡号を剥奪し、自身の直接の先祖でもある薄氏に高皇后の諡号を追贈した。